# Zongora
A zongora billentyűs, polifón húros hangszer. Billentyűsorral összeköttetésben álló, kis kalapácsokkal megütött, hangszekrényben kifeszített fémhúrok adják a zenei hangot. Hangképzése mechanikus, alapszintű kezelése a többi hangszerhez képest egyszerű, viszonylag könnyen és gyorsan elsajátítható. Népszerűségének oka az is, hogy egy játékos több szólamot képes egyidejűleg megszólaltatni rajta, így zenekari vagy kórusműveket, de akár operákat is könnyen előadhatunk segítségével. Ilyen szempontból a zeneszerzők és karmesterek fontos segédeszköze. Ugyanakkor hangolásának szükségszerűen kompromisszumos mivolta nem mindig teszi lehetővé a tiszta intonációt. Sokan ezért nem is tekintették teljes értékű hangszernek, például Kodály Zoltán sem.

## Elnevezése
A zongora szót Barczafalvi Szabó Dávidnak köszönhetjük, aki a nyelvújítás korában számtalan új magyar szót gondolt ki. Nem vette át az idegen nyelvekből az effajta hangszerek megjelölésére használt szót, hanem újat hozott létre. Az ő korában a zongoraféle hangszerek neve külföldön clavecin (klav-szen), épinette, cembalo (csembaló), pianoforte, fortepiano, Klavier és Spinet volt, amely szavak vagy a hangszer egyik jellegzetes alkotórészét emelték ki, mint például a billentyűzetet (claves), a húrt megszólaltató tüskét (épinette), vagy a kalapácsos zongoránál a játék lehetőségét: erősen-gyengén (forte-piano). Ezzel szemben Barczafalvi Szabó Dávid a zeneszerszám hangzásából indult ki, és a zeng, zsong szóból (esetleg a zong, zonog tájszóból), valamint feltehetően az orgona (esetleg tambora) szó együttes hangzása alapján faragta a zongora szót (lásd még: szóösszerántás). Ez a szó is, mint minden újítás, lassan ment át a közhasználatba, először 1787-ben jelent meg nyomtatásban és 1830-tól használták inkább a többi helyett.

## Kialakulása
A zongora elődei azok a hangszerek, ahol a húrok billentyű segítségével szólalnak meg, pengetéssel vagy ütéssel.
A zongora egyik eredetét az ókorban már ismert szerszámban, a monochordban kereshetjük, amely egy rezonátortest felett kifeszített húrból állt, amely húrt egy mozgatható ékkel rövidebb, hosszabb hangzó részre lehetett osztani. A középkorban a monochord inkább tudományos hangmagasságmérő eszköz volt, hangszerré akkor lett, amikor a rezonátortest fölé több húrt feszítettek ki, és szólaltatták meg ezeket akár pengetővel (ujj, plectron, plektrum), akár ütögetővel (kalapács). Így keletkeztek a cimbalmok, hárfák, lantok ősei. Az a gondolat, hogy a kifeszített húrok sorát egy gépezet – a billentyűzet – segítségével szólaltassák meg, csak azután ölthetett testet, hogy az orgona billentyűzete megállapodott formát kapott, tehát a 18. század után.

### Klavikord,csembaló,spinét, virginál
A zongora közvetlen elődjének tekinthető a klavikord. Az asztalra helyezhető, téglatest alakú rezonátortest a keresztben kifeszített (rendszerint kettős) húrokat a billentyűzettel összeköttetésben álló érintők (úgynevezett tangentek) szólaltatták meg úgy, hogy azokat megütötték. Működési elve eltér a csembaló típusú rendszerektől (csembaló, spinét, virginál), ahol a kifeszített húrokat billentyűzet közbeiktatásával, de pengetéssel hozták rezgésbe.

### Zongora

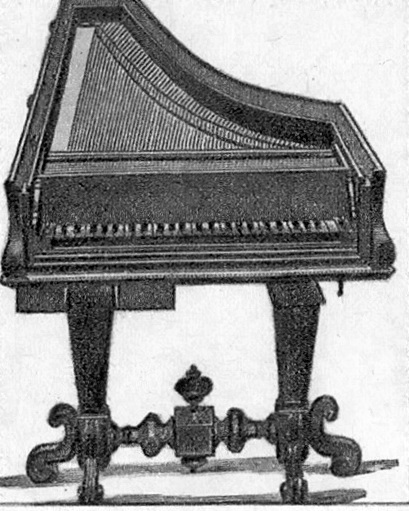
Cristofori zongorája, 1726-ból

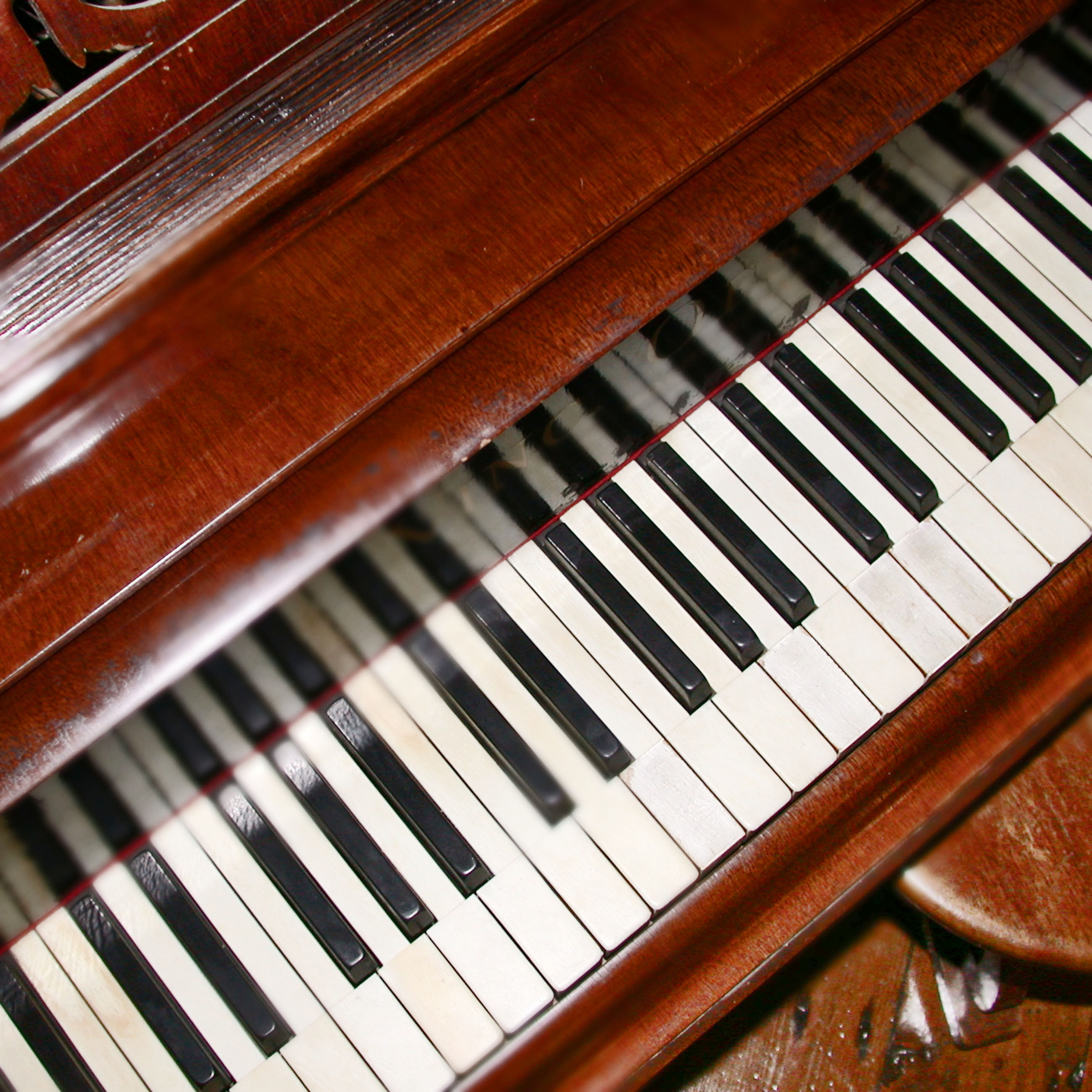
Tolnay Klári, neves magyar színésznő zongorája, amely ma mohorai emlékházában látható. A hangszer a bécsi Vincent Oester műhelyében készült

A spinét- és csembalókészítő Bartolomeo Cristofori készítette 1709-ben az első olyan csembalót, amely hangerőkülönbségek megszólaltatására is képes. Ez az új szerkezet (cembalo con piano e forte = hangos és halk hangú csembaló) a húrokat nem pengetéssel, hanem kalapácsokkal, a húrok alulról felfelé való megütésével szólaltatja meg. Ezt a hangszert továbbra is csembalónak hívták, a „pianoforte” elnevezés, amelyet jóval később „piano”-ra rövidítettek, csak 1732-ben jelent meg. A billentyűzet és a kalapács összekapcsolása akkoriban hangszerész körökben a kor nagy kérdése volt. Cristoforival szinte egy időben Jean Marius párizsi csembalókészítő, Németországban pedig Gottlieb Schröter orgonaépítő és zeneszerző is megkísérelték, hogy ilyen jellegű hangszereket készítsenek, de találmányaik Cristoforiéval szemben alulmaradtak.
Cristofori zongorája ugyanazokból az alkatrészekből állt, amelyek a hangszerre ma is jellemzőek. Kalapácsainak sorát külön kalapácslécben helyezte el. A kalapács feje nem fából volt, hanem göngyölt pergamenből, amelynek a húrt ütő részét bőrrel ragasztotta át. Minden egyes billentyűhöz külön hangfogót rendelt, amely a billentyű elengedésekor ráfeküdt a húrra, és megakadályozta annak további rezgését. Mozgó kapcsolómű biztosította, hogy a kalapács a húr megütése után visszaessen eredeti helyére.
A Cristofori által készített új, zongora jellegű hangszert 1711-ben a Velencében megjelent „Giornale dei letterati d'Italiá”-ban Scipione Maffei írta le először részletesen, majd ezt német fordításban Mattheson szerkesztésében megjelenő „Critica musica” 1725-ös évfolyamában is közölték. Ennek azért van jelentősége, mivel Cristofori csak kevés zongorát készített, és ennek a leírásnak az alapján indult el Európa-szerte a zongoragyártás.
A kor elismert orgonakészítője, Gottfried Silbermann (1683–1753) Freibergben is épített zongorákat Cristofori találmányának továbbfejlesztésével, ezzel egyidőben unokaöccse, Hans Andreas Silbermann (1712–1783) Strassbourgban szerzett hírnevet jó minőségű zongoráival. Mindkét Silbermann csembalóformájú zongorákat készített, ezzel szemben Ernst Friederici (1712–1779) német orgonakészítő 1745-ben álló formátumú zongorákkal tűnt fel. Ugyancsak ő volt az, aki a klavikord formáját átvette, és zongoraszerkezettel hozta kapcsolatba, valamint elsőnek mutatott be „asztalformájú” zongorákat.
Londonban John Broadwood (1732–1812) készített kiváló hangszereket. Párizsban Sebastian Erard is jelentős újításokat hozott a mechanika továbbfejlesztésével, amely már lehetővé tette a gyors ismétléseket is (double échappement).
Hans Andreas Silbermann növendéke, az augsburgi zongorakészítő Hans Andreas Stein (1728–1792), a billentyűt és kalapácsot közvetlenül kötötte össze, ezzel új rendszer jött létre. Az ő rendszere szerint dolgoztak gyermekei, Andreas (1776–1842) és Nanette, akik műhelyüket Bécsbe helyezték át. Nanette és a szintén hangszerész Andreas Streicher (1761–1833) házassága után műhelyük európai hírű lett.
A magyar hangszerkészítők közül kiemelkedő Beregszászy Lajos (1817–1891) munkássága, aki a hangzás minőségét az úgynevezett „csellóhangfenékkel” és a „hajlított hangfenékkel” javította. (Az utóbbit, a systéme Beregszászyt a Bösendorfer cégnek adta el). Jelentős találmánya a kalapács-billentyű kapcsolat könnyítése is.
Bach két fia, Carl Philipp Emanuel és Johann Christian kezdte el népszerűsíteni az új hangszert. C. Ph. E. Bach 1762-ben megírta első zongorakompozícióját, ezzel is bizonyítva, hogy az új hangszer felveszi a versenyt a klavikorddal. Johann Christian szerint a pianoforte a briliáns előadásmód új eszköze. A hangszer megítélésében óriási jelentősége volt annak, hogy Johann Christian Bach 1768-ban felajánlott egy nyilvános koncertet Londonban, ami példátlan eseménynek számított. Valószínűleg ettől az eseménytől számítják a zongorakoncertek kezdetét, amelyek rövid idő alatt széles körben elterjedtek az európai nagyvárosokban.
Az akkoriban korszerűnek számító hangszerek nem voltak elég hangosak ahhoz, hogy hangjukkal betöltsenek egy nagyobb teret. Először a zongoraversenyek garantálták a hangszer teljes értékű színpadi jelenlétét és bizonyították a játékos képességeit. Johann Christian 35 ilyen művet komponált, az utolsó néhányat – Mozarthoz hasonlóan – a zongora mellől vezényelte. A zongorainterpretációk a koncerttermek helyett mégis inkább a szalonokban terjedtek el.
Haydn és Mozart gyorsan megbarátkoztak a zongorával. A zeneszerző, zongorista és hangszerkészítő Muzio Clementi volt az első, aki átfogó tanulmányt írt a zongorajáték elsajátításával kapcsolatban.
A csembalóval szemben a zongora megnövelte a dinamikai lehetőségeket, továbbá a klaviatúra alsó és felső tartományának kibővítése is új kifejező eszközt adott a zeneszerzők kezébe. A pedál használatával további színeket csalhattak ki a hangszerből, míg az 1784-ben megjelent una corda pedál egy újabb színt tett lehetővé.

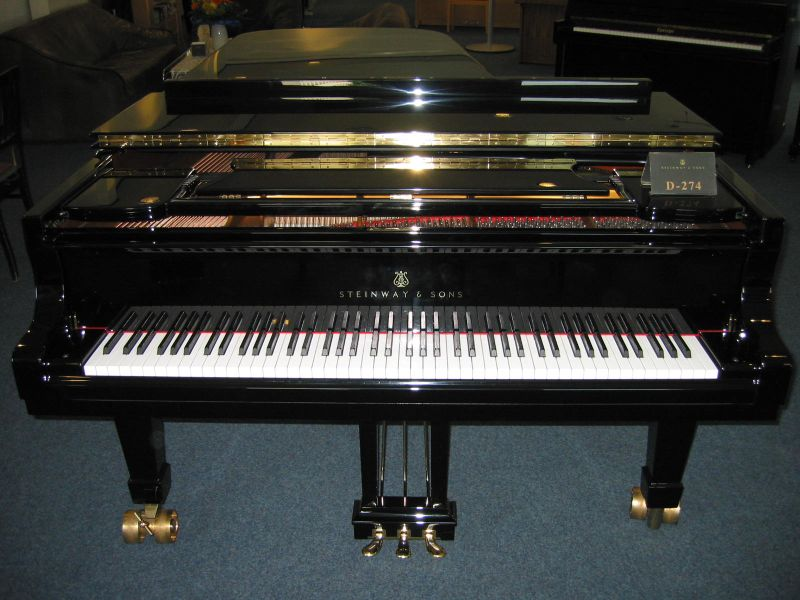
Modern hangversenyzongora (Steinway D-274)

A dinamika gazdagabbá vált (például Schubert már használt ppp (pianississimo = nagyon-nagyon halk) és fff (fortississimo = nagyon-nagyon erős) előadási jeleket 1826-ban). A dinamika alsó és felső határainak szétfeszülése eredményeképpen 1802-ben Loud elkészítette az első olyan hangszert, ahol a húrozat átlós irányban volt elhelyezve (kereszthúros). 1815-ben Broadwood kipróbálta az öntvénykeretet (páncéltőke).
1822-ben Sébastien Érard bemutatott egy új rendszerű mechanikát (kettős kiváltó angol mechanika) és megvastagította a hangszer húrjait. 1826-ban Pape a kalapács fejének bőrözését filccel váltotta fel, majd 1842-ben a klaviatúra méretét nyolc oktávra bővítette (összehasonlítva a hat és fél oktávos Streicher-zongorával, amit Ludwig van Beethoven is használt).
A folyamatos fejlesztések eredményeképpen a mechanika egyre kiegyensúlyozottabbá és érzékenyebbé vált. Az Érard mechanika fürgébb repetíciót (ismétlést, mivel a billentyű ismételt lenyomásához nem kellett azt teljesen felengedni) és nagyobb dinamikai szélsőségeket tett lehetővé, amely meglódította a romantikus zeneszerzők fantáziáját, hiszen többnyire maguk is kiváló zongoristák voltak (Liszt, Chopin stb.), és így nehéz (virtuóz) és kifinomult műveket alkottak.
A zongora mai formája a 20. század elejére alakult ki.

#### Angol és bécsi mechanika
Ma a zongorabillentyűzet készítésénél kétféle rendszert használnak, és ezért „angol” vagy „bécsi” mechanikáról beszélünk. E két billentyűzetrendszer lényegében a következő:
- Az angol billentyű-mechanikánál (ez a Cristofori-Silbermann-féléből fejlődött ki) a kalapácsokat külön kalapácslécbe ágyazzák be, így a billentyű mozgása a tolóléceken keresztül mozgatja a kalapácsokat. A kalapács egykarú emelőként működik.
- A bécsi billentyű-mechanikánál (ez a Stein-féle) a kalapácsot közvetlenül a billentyűre erősítik, és ennek lenyomásakor a kalapács vége egy hornyolt akasztólécbe ütközve üti meg a húrt. Az akasztóléc egy kapcsolómechanikát is tartalmaz, amely biztosítja a kalapács visszaesését. A kalapács itt kétkarú emelőként működik.

A két rendszer elsőbbsége sokáig vita tárgya volt. Erről tanúskodik a pozsonyi születésű neves zongoraművész és zeneszerző, Hans Hummel (1778–1837) feljegyzése:
„Tagadhatatlan, hogy a két mechanizmus mindegyikének megvan a maga előnye. A bécsi rendszerű billentyűzeten a leggyengédebb kezek könnyen játszanak (…), jól s tisztán szól, kerek fuvolaszerű hangot ád (…). E zongorák tartósak, s majdnem csak féloly drágák, mint az angol billentyűzetűek (…)”
„Az angol mechanizmussal szemben tartóssága s hangjának tömörsége miatt kell elismeréssel lennünk. Ezek a hangszerek azonban nem engedik meg azt a gyors játékot, mit a bécsi mechanizmusúak, mert a billentés lényegesen több erőt kíván, azonkívül a billentyűk mélyebben járnak s így a kalapácsok kikapcsolódása ugyanazon hang gyors ismétlődésénél nem történik megfelelő gyorsan (…) Ezzel szemben e hangszereken a dallam, a hang teljessége folytán sajátos bájt és harmonikus jóhangzást nyer…”
Természetes, hogy Hummel óta az angol rendszerű billentyűzetet is alkalmassá tették a gyors játékra, de a bécsi mechanikájú billentyűzet előállítása a mai napig olcsóbb maradt.

#### A zongorák alakja

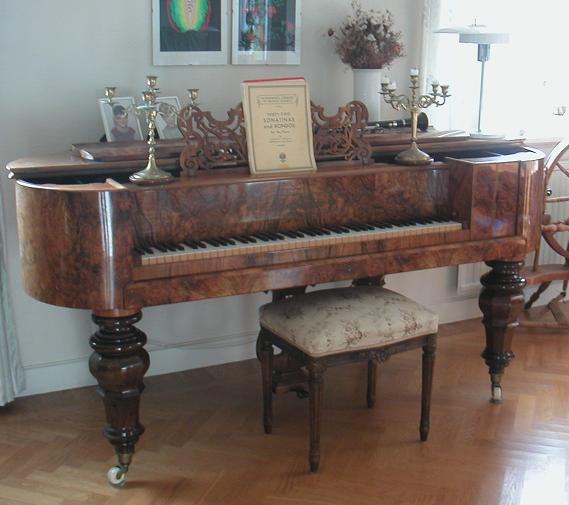
Asztalzongora

A 19-20. században a zongora nemcsak hangversenyhangszer, hanem az otthoni zenélés legkedveltebb és legsokoldalúbb hangszere is volt. Számos formáját alakították ki, amíg jelenlegi alakja kifejlődött. Két alaptípust különböztethetünk meg: a vízszintes rezonátortestű zongorákat és az álló húrozatú, pianínó jellegű zongorákat.
A 19. század első felében számtalan alakú és fajtájú zongorát fejlesztettek ki. A csembaló alakú zongorákat az álló zongorák és az asztalzongorák váltották fel. A helyszűke, azaz a városi polgárok lakásának kis méretű szobái tették szükségessé a kis méretű hangszerek kialakítását. Kezdetben, helykímélés céljából, a húrozatot függőlegesen helyezték el. Az álló zongorák úgynevezett piramis-, zsiráf- vagy szekrényzongorák voltak. Elnevezésüket külső burkolatuk formája után kapták. Ha a zongora húrozatát kissé jobbra döntötték, úgy, hogy a basszus leghosszabb húrját a hangszer közepe táján feszítették ki, akkor az külső formájában egy, a billentyűzet fölé emelt piramist mutatott. Ha a húrozat merőlegesen állt, és a vázat az akasztószögecsek tartógerendájának formájára készítették, úgy a zsiráf hajlott, hosszú nyakára emlékeztető formát kapták. Ezt elnevezték zsiráfzongorának. Amikor a húrozatot téglatest alakú burkolattal látták el, szekrényzongorát kaptak. Ezeknél a zongoráknál a hangolószögeket tartó gerenda alul, a billentyűzet közelében volt (Ez különbözteti meg a későbbi pianínóktól az álló zongorákat). A külső kialakításában nagy szerepet játszott az asztalos ügyessége is, mivel az empire- és a Biedermeier-stílus díszes és ízléses munkákat követelt meg.

#### A klaviorganum, orphica és más különlegességek
Az 1820–1840-es években igen kedvelt volt a zongorákat harangocskákkal, dobokkal, úgynevezett „török muzsikával” összekapcsolni. Erre különösen a szekrényzongorák voltak alkalmasak, ahol a húrozat és a szekrény közötti üres, háromszögletű terület módot nyújtott arra, hogy ott dobocskákat és kis csengőket helyezzenek el. Ezeket pedálokkal (a hangfogó-, emelő- és billentyűzeteltoló pedálokon felül) szólaltatták meg, és többek között ritmikus kíséretre (például indulóknál) használták. Néha sípsorral is összekötötték a zongorákat, csembalókat, hogy orgonahanggal váltogassák, vagy azzal együtt szólaltassák meg a húrozatot. Ezeket a hangszereket klaviorganumnak hívják. A zongorabillentyűzet egyúttal a sípsort is megszólaltatja. A játszó a sípokhoz szükséges levegőt pedálszerű fújtatóval maga szolgáltatja. Készítettek kupolás klaviorganumot és egyszerű szerkezetűt is, ekkor a sípsort nem kapcsolták ki a billentyűzetből, csak nem használták a fújtatót, ha nem akartak a sípokon is játszani. Ilyen klaviorganumokat csak keveset készítettek, és 1830 után már nem is voltak divatban.
Az álló zongorákon kívül terveztek kisebb méretű, asztalformájú zongorákat is, amelyek igen népszerű hangszernek számítottak. Kalapácsos szerkezetük rendkívül változatos volt, az átlagos szélességük másfél méter és 1 méter 80 centiméter között változott. Mélységük is ehhez a mérethez idomult. Ezek a asztalzongorák 4-5 oktávosak voltak.
Mint a spinéteknél, a kalapácsos zongoráknál is gyártottak egészen kis alakúakat, 2-3 oktávos billentyűsorral, amelyeket pipere- vagy varróasztalkával párosítottak össze. Ezek a kis zongorák alig voltak fél méter szélesek.
Egészen különös formájú hordozható kis zongora volt az orphica, melyet Bécsben Karl Leopold Röllig 1796-ban fejlesztett ki. Ez a hangszer egy kis rezonátortestből állt, amely a 2-3 oktávos billentyűzetet (kalapácsos mechanika) is magában foglalta. Erre erősítették a (nagyjából) derékszögű háromszög alakban kifeszített húrozatot. A húrozat a háromszög hosszabb befogójával párhuzamos. Ezt a kis hangszert, csakúgy, mint a gitárt, vállon keresztülvetett tarka szalagra erősítették, és állva használták vagy térdre fektetve kísérték rajta az éneket. A 19. század idején divatos hangszer volt, később feledésbe merült.

##### Jankó-zongora

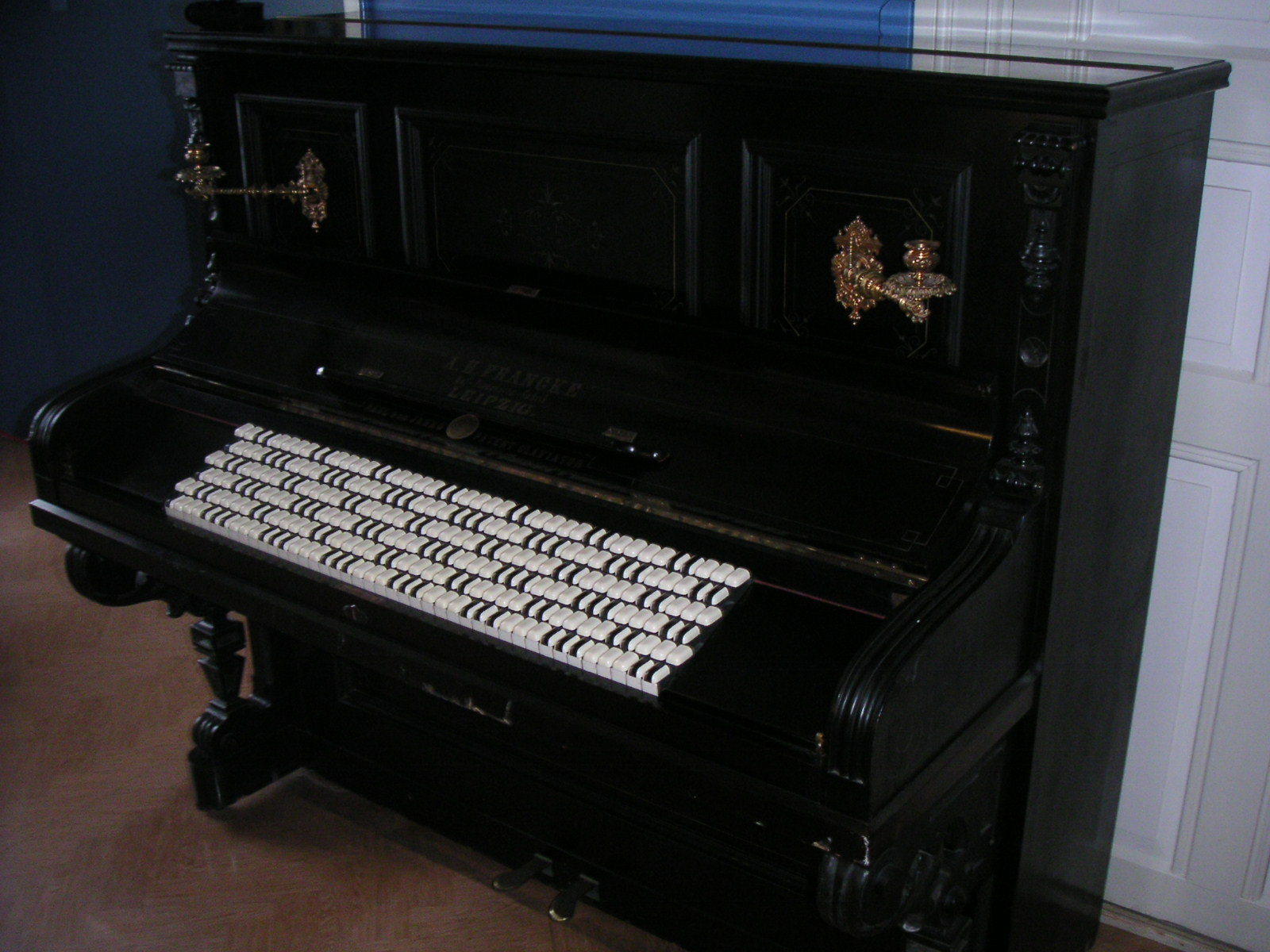
Jankó-zongora

A zongora továbbfejlesztésében jelentős újítást hozott a Jankó-féle zongora, a magyar Jankó Pál (1856–1919) találmánya, amely jelenleg már kuriózumnak számít.
Jankó Pál zongoraművész volt. Zenetanulmányait a bécsi Polytechnikumban végezte, majd később a berlini egyetemen matematikát tanult. 1882-ben új zongorabillentyűzetet fejlesztett ki, amelynek részletes leírását 1886-ban jelentette meg. Találmányának lényege, hogy kromatikus billentyűzetet készített úgy, hogy hat, teraszszerűen egymás fölé épült billentyűsora egyetlen kromatikus hangsor hangjait tartalmazta, de billentyűsoronként más-más helyzetben. A felső négy billentyűsor az alsó két hangsor hangjait ismétli meg, de más-más hangfokon kezdi meg a hangsort.
Külső képében (fehér-fekete) megőrzi a C-dúr skála közismert formáját. A billentyűsorok egymással kapcsolatban állnak. Mindegyik billentyű három más billentyűsor hangjaival van kapcsolatban, és ezek leütéskor egyidejűleg mozognak. Ezzel a billentyűbeosztással Jankó megvalósította, hogy a kis méretű kéz is nagy fogásokat érjen el, könnyebbek a tercben, szextben való glisszandók. Jankó billentyűzetén az oktáv a többi billentyűzet távolságának csak 5/7-e. A teraszszerű billentyűzet ezzel együtt megkönnyíti a transzponált játékot is.
Jankó Pál hangversenykörútjain sikerrel mutatta be zongoráját, rendszerének sok híve volt, olyannyira, hogy Bécsben, 1905-ben megalakítottak egy Jankó-Egyesületet is.
1906-ban a berlini Scharwenka-konzervatóriumban Jankó zongoratanszakot állítottak fel. Nálunk nem ért el nagyobb sikereket, talán mert a szokásos billentyűzetű zongora mindenhol elérhető volt, de a Jankó-féle ritkaság. Jankó Pál 1892-ben kivándorolt Törökországba, és mint a török dohányjövedék-osztály vezetője halt meg 1919-ben, Konstantinápolyban. Az első világháborút megelőzően Párizsban felújították a Jankó-zongorát, és némi javítással mint „systéme Jankó Dierner” került újra a köztudatba.

### A billentyűzet fejlődése

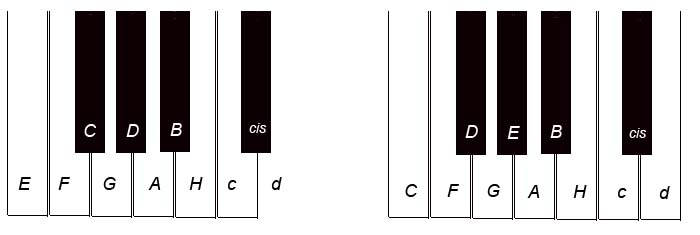
A rövid oktávos billentyű elrendezése

Mai zongorák billentyűzetének elrendezése

A zongoraféle hangszerek átvették az orgona billentyűsorát, amely a diatonikus hangsor billentyűi közé, kissé emeltebb sorként a kromatikus hangsor megszólaltatásához szükséges hangok billentyűit alkalmazza.
A 16. és 17. században, sőt a 18. század derekáig is, az akkori zenegyakorlatnak megfelelően, amely a basszusban mint alaphangot a cisz, disz, fisz, gisz hangokat nem fogadta el, a legmélyebb (nagy) oktáv részére csak a C D E F G A B H hangoknak megfelelő, úgynevezett rövid oktávot készítették, elrendezése az ábrán látható.
E hangszereknél tehát első pillantásra a billentyűzetet három oktávból és egy szextből állónak (E–c³) vélhetjük, holott az egy négyoktávos, amelynek legmélyebb oktávája az úgynevezett „rövid oktáv” (C–c³). A 16-18. század során a basszusban már a fisz és a gisz hangokat is elfogadták, mielőtt még a rövid oktávot egésszé nyújtották volna ki – hiszen nehéz általánosan bevett formákat hirtelen módosítani –, az említett két hanggal úgy toldották meg, hogy a D és E részére szolgáló (fekete) billentyűt megfelezték – ezek a felezett vagy megtört billentyűk – s míg az alsó (elülső) felül D, illetve E megütésére szolgáltak, addig a felső (hátsó) felükben fiszt, illetőleg giszt lehetett velük megszólaltatni.
Ennek a beosztásnak kényelmetlenségéről a zenészek hamar meggyőződhettek, és a zenegyakorlatban is mindinkább belátták, hogy a cisz és a disz hangokat méltatlanul hagyták ki a rövid oktávból, így áttértek a teljes négy (és több) oktávú billentyűzetre.
Ma a legtöbb zongorának és pianínónak 88 billentyűje van (52 fehér és 36 fekete). A bécsi Bösendorfer cég készíti a legnagyobb hangterjedelmű koncertzongorát, amelynek hosszúsága 290 cm, és 8 oktávot fog át (szubkontra-C-C5).

#### Sematikus felépítése

1 öntvénykeret
2 fedél (elülső)
3 húrfogó (Kapodaster)
4 tompító
5 fedél
6 tompítókar
7 sostenuto-sín
8,9 pedálmechanizmus
10 pedálrúd
11 pedálok
12 híd
13 húrtartó szeg
14 keret
15 rezonáló szekrény
16 húr

#### Billentyűmechanikája (angol mechanika)

1 Billentyű
2 Oszlopcsavar
3 Alsó szár
4 Lökőnyelvszabályozó
5 Lökőnyelv
6 A kalapácstengelytok rögzítőcsavarja
7 Beállítócsavar
8 Kalapácstengely
9 Mérlegnyelv
10 Kalapács
11 Visszafogó
12 Tompítóalsótag
13 Tompítóhordozó
14 Kanál
15 Tompító
16 Húr
17 Keret
18 Agráf
19 Hangolószög
20 Tőke

## Szuperzongorák

### Pleyel-Peugeot zongora
A világ legrégebbi, Ignaz Pleyel által 1807-ben alapított zongorakészítő cége (Pleyel) és a Peugeot formatervező részlege (Peugeot Design Lab) létrehoztak egy forradalmian új hangversenyzongorát. Céljuk az volt, hogy a két cég leginnovatívabb megoldásait egyesítsék egy hangszerben. A prototípust 2012-ben a Párizsi Autószalonon mutatták be.
A zongora sajátosságai:
- újszerű (futurisztikus) formatervezés
- egyetlen konzolos láb
- a láb és a fedél karbonszálas kompozit anyagból készült (a zongora teste és a hangszekrény hagyományosan fából készült)
- a billentyűzet és a hangszer testének felső síkja egy szintbe került (a közönség sokkal jobban láthatja a zongorista játékát)
- a zongorista számára is kitűnő hangzást biztosító kialakítás

### Bogányi-zongora

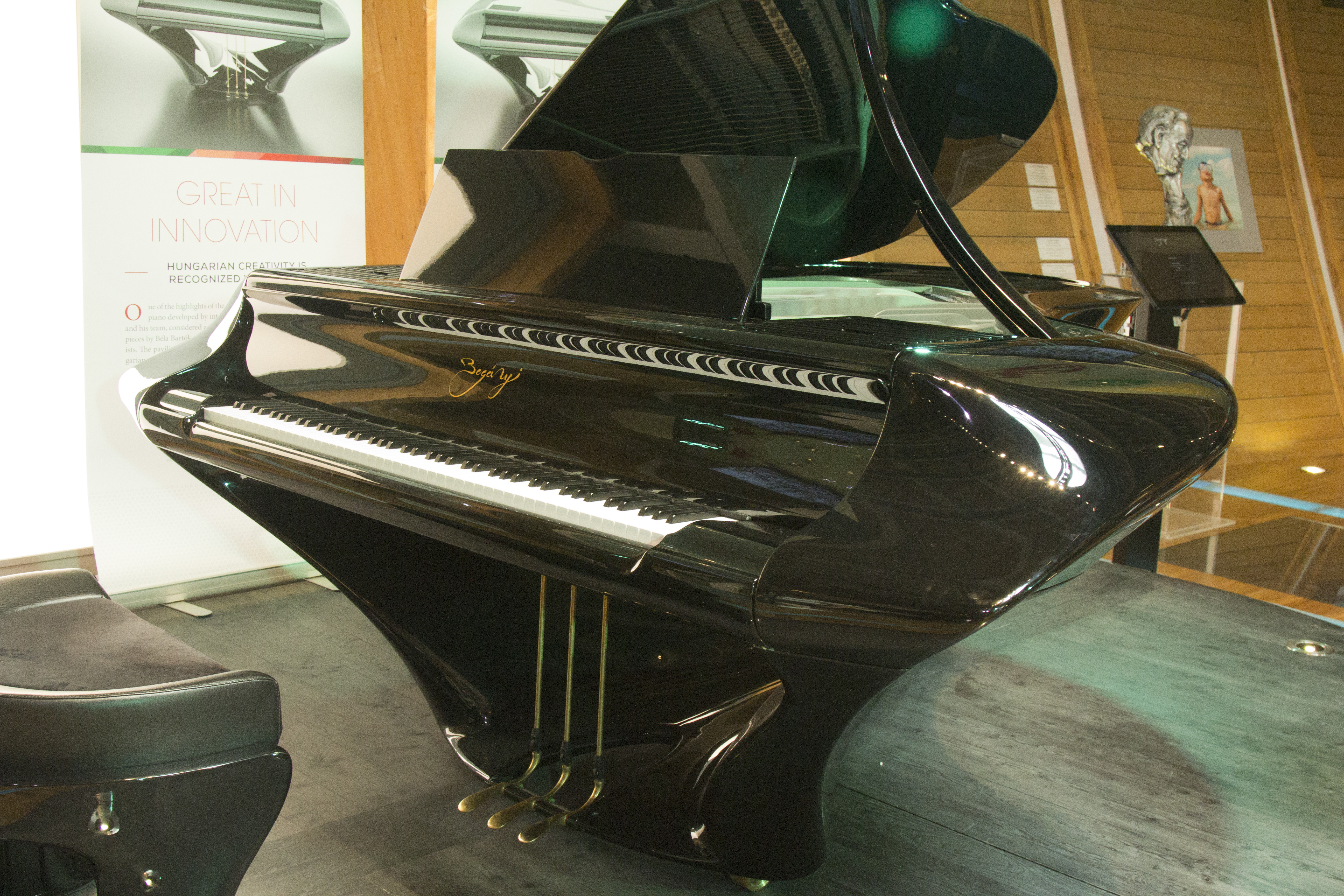
Bogányi-zongora 2015-ben, a milánói világkiállításon

Bogányi Gergely Kossuth-díjas magyar zongoraművész mintegy tízéves kísérletezés után létrehozott egy mind hangzásában, mind megjelenésében újszerű hangversenyzongorát. Célja a lehetséges legtisztább, legkiválóbb minőségű hangzáskép megalkotása volt. A magyar sajtóban gyakran – kissé szenzációhajhász módon – „csodazongoraként” emlegetett hangszer prototípusát 2014 novemberében mutatták be.
A zongora sajátosságai:
- újszerű (futurisztikus) formatervezés
- 2 konzolos láb, amelyek alakja hangterelésre is szolgál
- a legtöbb faalkatrészt karbonszálas kompozit anyag helyettesíti
- megújított agráf